# Фурікаке

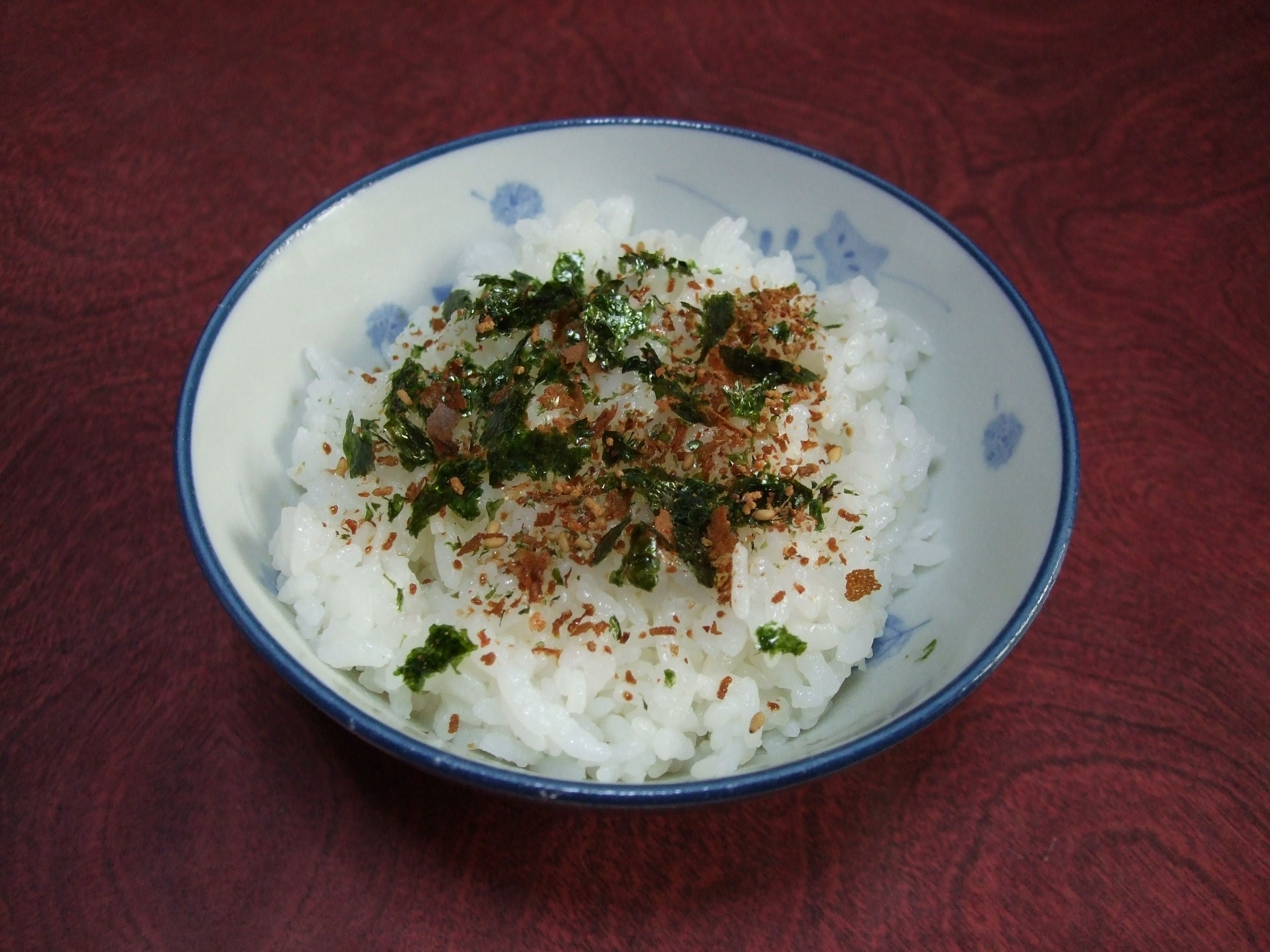
Рис, посипаний приправою фурікаке

Фурікаке́ (【振り掛け】 ふりかけ) — суха приправа японської кухні, якою посипають страви з рису. Зазвичай складається з засушеної і подрібненої риби, насіння кунжуту, дрібно нарізаних морських водоростей, цукру, солі та глутамат натрію. У приправу часто додають й інші інгредієнти, що додають їй смаку, наприклад, кацуобусі, лосось, листя або плоди буролистки, порошкове місо, яйця, овочі. Приправа може мати слабкий присмак риби чи морепродуктів, а також буває гострою.